# Krosno
Krosno ist eine kreisfreie Stadt im Südosten Polens in der Woiwodschaft Karpatenvorland. Die Stadt hat 46.369 Einwohner und in dem funktionellen Stadtgebiet leben ca. 115.000 Menschen.

## Geographie und Lage

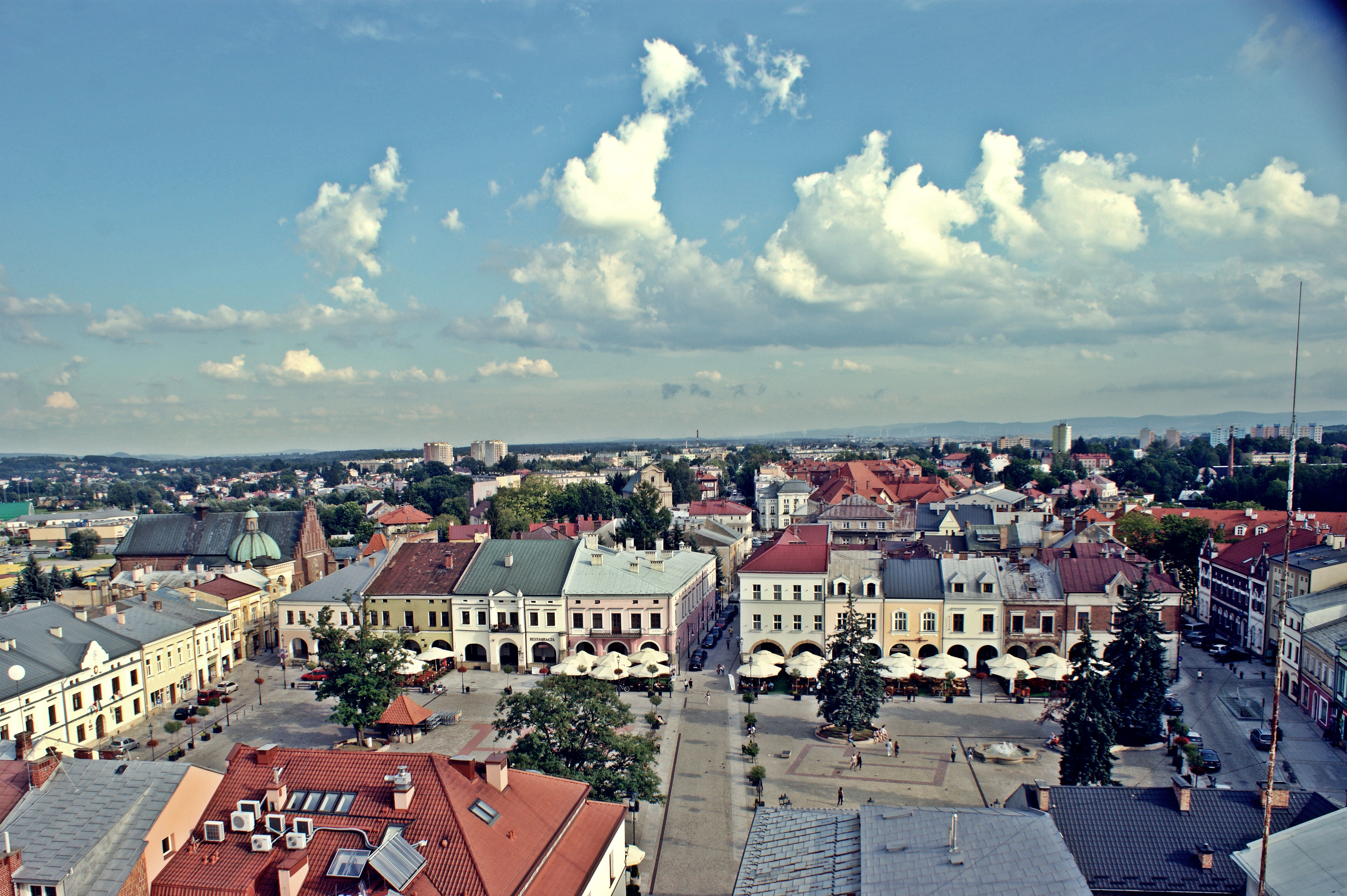
Marktplatz

Krosno liegt im Süden der Woiwodschaft Karpatenvorland am Fluss Wisłok. Die Grenze zur Slowakei verläuft etwa 40 Kilometer südlich, die zur Ukraine etwa 85 Kilometer östlich der Stadt.
Nachbargemeinden Krosnos sind Korczyna im Nordosten, Krościenko Wyżne im Osten, Miejsce Piastowe im Südosten, Chorkówka im Südwesten, Jedlicze im Westen, sowie Wojaszówka im Nordwesten.

## Geschichte

### Frühzeit und Mittelalter
Bereits 1600 bis 1400 v. Chr. gab es an der Stelle des heutigen Krosno eine Siedlung der frühen Bronzezeit. Später, etwa im 2. Jahrhundert v. Chr. während der La-Tène-Zeit siedelten die Kelten auf dem Gelände der heutigen Stadt. Ab dem 10. Jahrhundert ließen sich die Slawen dauerhaft hier nieder.
Angeblich wurde im Jahr 1282 Krosno vom Krakauer Fürsten Leszek Czarny als eines der Besitztümer des Bistums Lebus erwähnt. Bereits zu dieser Zeit bestand eine hölzerne Abwasserleitung, die in den Fluss Wisłok mündete. Die Abwasserleitung ist damit nach der in Posen die zweitälteste Polens. Jedoch wurde die Erwähnung im Jahr 1282 als Krossen von einigen Historikern, z. B. J. Matuszewski, in Frage gestellt, der glaubte, dass sie eine Fälschung wäre. Derentwegen ist die staatliche Zugehörigkeit von Krosno in dieser Zeit unklar, aber die polnisch-ruthenische Grenze verlief am wahrscheinlichsten westlich von Krosno. Mit der Ausweitung Polens nach Galizien durch Kasimir den Großen wurde Krosno Teil des Königreichs. Die erste zuverlässige Erwähnung von Crosno stammt aus dem Jahr 1358 (Abschrift: 1524). Der Name der Stadt ist wahrscheinlich topographisch und bezeichnet unebenes, hügeliges Land.
Um 1300 wurde der erste Sakralbau errichtet. 1342 wurde eine Pfarrei gegründet und mit dem Bau der Pfarrkirche begonnen. Etwa in diese Zeit fällt auch die Vergabe des Stadtrechts durch Kasimir den Großen nach Magdeburger Recht. Nach Adam Fastnacht wurde die Stadt auf dem Grund der vier älteren ethnisch polnischen Dörfer gegründet: Białobrzegi, Krościenko Niżne, Suchodół und Głowienka. 1367 gab es den ersten Hinweis auf die Errichtung einer Stadtbefestigung. Ebenfalls im 14. Jahrhundert wurde das erste Rathaus erbaut. In dieser Zeit bildeten zugewanderte deutsche Siedler großen Teil der Einwohnerschaft (sowie um die Stadt entstand eine walddeutsche Sprachinsel, u. a. Korczyna, Kombornia, Krościenko Niżne, Krościenko Wyżne, Haczów). Im Jahr 1459 wurde die Stadt auf deutsch Stat Crossen… Crosse erwähnt.
1403 erhielt die Zunft der Metzger ihre Satzung. Dieses Dokument ist eines der ältesten Zunftdokumente Polens. Zehn Jahre später gab es bereits zwei Schulen in der Stadt. Während dieser Zeit entwickelte sich die Herstellung von Baumwollstoffen und Barchent zu einem bedeutenden Wirtschaftszweig. 1460 wurde in Zawodzie die Kirche des hl. Adalbert von Prag (Święty Wojciech) errichtet. Kasimir IV. gestattete 1461 der Stadt die Errichtung einer hölzernen Wasserleitung. Es war eine der ersten städtischen Leitungen Polens. Sie leitete das Wasser vom Fluss Lubatówka um und blieb bis zum Beginn des 19. Jahrhunderts in Betrieb. 1473 und 1474 wurde die Stadt von Ungarn angegriffen, die erfolgreich abgewehrt werden konnten. 1482 wütete eine Seuche und 1500 ein großer Brand in Krosno, bei dem vermutlich auch das Rathaus vernichtet wurde.

### Frühe Neuzeit

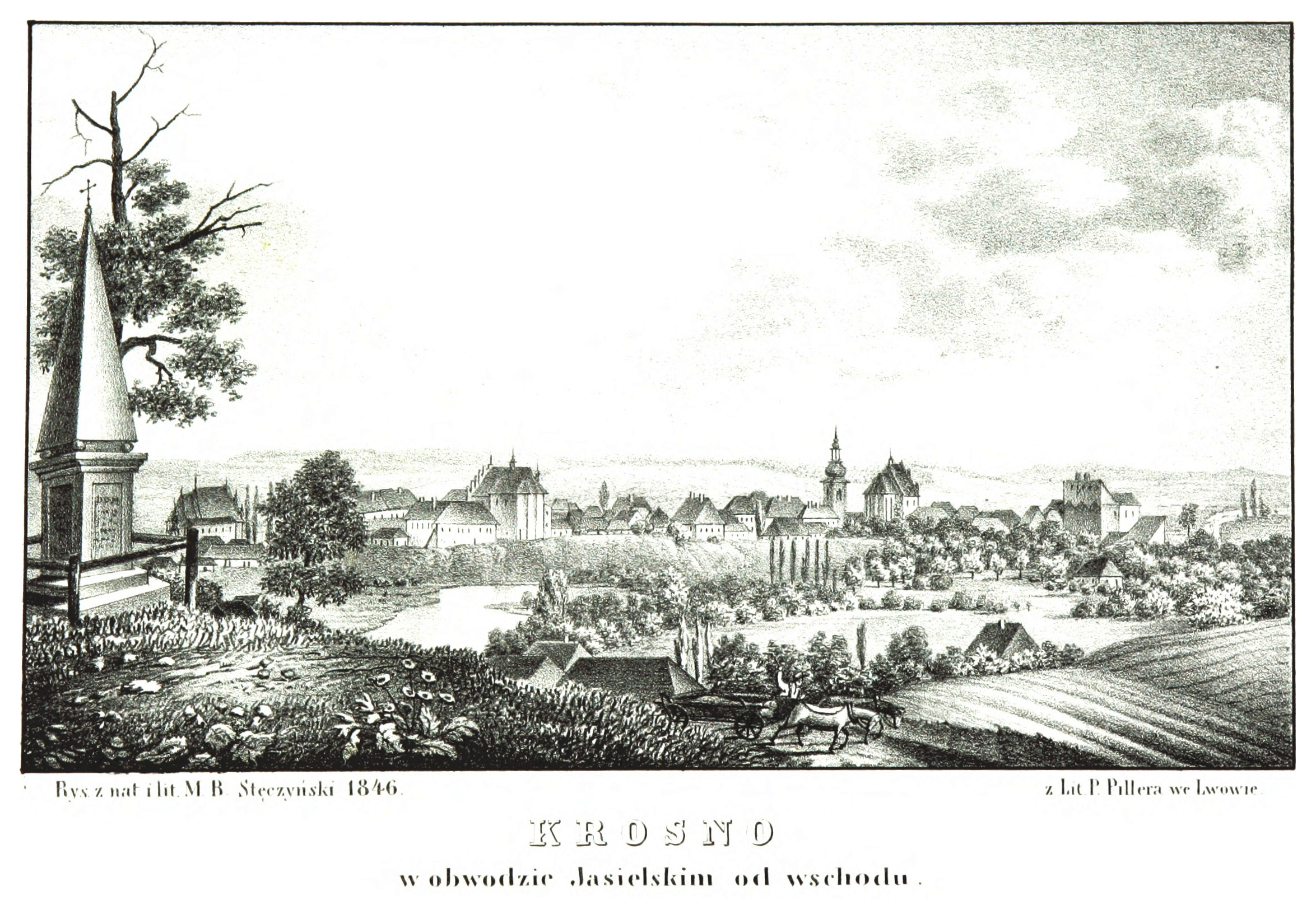
Krosno im 19. Jahrhundert

Das 16. Jahrhundert war die Blütezeit der Stadt. Sie entwickelte sich zu einem bedeutenden Handelszentrum, vor allem für Tuch und ungarischen Wein. Zu Beginn des 16. Jahrhunderts wurde ein neues Rathaus errichtet und um 1530 die lutherische Kirche. Als eine von wenigen Städten Polens wurde Krosno mit einer doppelten Stadtmauer umgeben, in den 1530er Jahren begann man mit dem Bau des äußeren Wehrwalls im Süden und Westen. 1559 genehmigte Sigismund II. die Einfuhr von Waren aus Ungarn und das Abhalten eines dritten jährlichen Jahrmarktes. 1614 gründeten die Jesuiten in der Stadt ein angesehenes Kollegium. 1638 wütete ein schwerer Brand. Zwischen 1638 und 1646 wurde die Kirche umgebaut. 1656 weilte Johann II. Kasimir in Krosno und forderte die Bauern der Gegend zur Unterstützung im Schwedisch-Polnischen Krieg auf.
Im 18. Jahrhundert setzte ein Niedergang ein. 1753 gründeten Kapuziner außerhalb der Stadt ein Kloster. 1764 wurde das Stadtrecht durch Stanislaus II. August bestätigt. Infolge der Ersten Teilung Polens fiel Krosno 1772 an Österreich. 1773 wurde das Jesuitenkolleg geschlossen und an dessen Stelle ein Jahr später ein staatliches Gymnasium errichtet. 1818 zerstörte ein Feuer unter anderem das Rathaus.

### Moderne bis 1945
1854 gründete der Erfinder der Petroleumlampe Ignacy Łukasiewicz mit zwei Kompagnons in der Nähe von Krosno in Bóbrka die erste Mineralölgrube der Welt. Das Öl wurde dabei aus 30 bis 50 m tiefen händisch gegrabenen Schächten geschöpft. Etwas später wurden Schächte bis in Tiefen von 150 m getrieben.
1867 wurde Krosno Kreisstadt. Während eines Brandes 1872 wurde der größte Teil der Franziskanerkirche vernichtet. Zwei Jahre später wurde ein Kreditverein (Towarzystwo Zaliczka) gegründet. 1884 wurde Krosno an das Schienennetz angeschlossen und erhielt damit Anschluss an Hussjatyn (Husiatyn) und Zwardoń. Drei Jahre später öffnete eine Schule für Weber in der Stadt.
1900 wurde die Realschule, heute das I. Gymnasium (I. liceum), eröffnet. Ein Jahr später wurde die erste polnische Uhrenfabrik durch Michał Mięsowicz eröffnet, sie hatte bis 1938 Bestand. 1905 wurde eine Erdölraffinerie gebaut und machte Krosno zu einem wichtigen Zentrum der Petrochemie. 1914 wurde das erste Elektrizitätswerk in Betrieb genommen.
Im selben Jahr brach der Erste Weltkrieg aus, in dessen Verlauf die Stadt mehrfach von russischen und österreichischen Truppen besetzt wurde. 1918 wurde Krosno Teil des wiedererstandenen Staates Polen.
Im gleichen Jahr wurde der Bau einer Putzerei und einer Leinenweberei gestattet. 1919 wird der Bau von Gasleitungen begonnen. 1920 begann mit dem Bau einer Glashütte der Aufstieg Krosnos zum größten Glasindustriezentrum Polens. Die Glashütte arbeitet heute unter dem Namen Krośnieńskie Huty Szkła Krosno (Glashütte Krosno). 1932 wurde der Flugplatz eröffnet und sechs Jahre später wurde die Flugschule von Bydgoszcz (Bromberg) nach Krosno verlegt.
Mit Beginn des Zweiten Weltkrieges erreichte am 6. September 1939 die Wehrmacht die Stadt und besetzte sie. Am 1. September 1944 wurde die Stadt von der Roten Armee befreit.

### Seit 1945
1945 wurde die staatliche Fabrik für landwirtschaftliche Maschinen und eine Werkstatt für Segelflugzeuge erbaut, die Schule für Petrochemie öffnet wieder.
Am 30. Juni 1975 wurde die Stadt durch eine Verwaltungsreform Sitz der Woiwodschaft Krosno.
Am 10. Juni 1997 besuchte Papst Johannes Paul II. die Stadt, siehe Auslandsreisen von Papst Johannes Paul II. Bei der Messe auf dem Flugplatz wurde Johannes von Dukla heiliggesprochen. Die Kirchen St. Johannes von Dukla und St. Peter wurden gesegnet.
1999 erfolgte eine neue Verwaltungsreform, dabei wird die Woiwodschaft Krosno aufgelöst. Krosno wurde nun kreisfreie Stadt (miasto na prawach powiatu) und Teil der Woiwodschaft Karpatenvorland.
1999 wurde in Krosno eine Fachhochschule eingerichtet, die sechssemestrige Studiengänge bis zum Diplom bzw. Bakkalaureat in verschiedenen Ingenieurwissenschaften, Landwirtschaft, Pflegewissenschaften, Touristik, Sport sowie für Übersetzer in Deutsch, Englisch und Russisch bietet.
1999 begonnene archäologische Ausgrabungen in der Stadt führten zu bedeutsamen Entdeckungen. Unter anderem wurden Hinweise auf Siedlungen in der Bronzezeit gefunden.
Mit finanzieller Unterstützung seitens der Stiftung Deutsch-Polnische Versöhnung konnte eine moderne Kläranlage am 10. September 2000 ihren Betrieb aufnehmen.

### Eingemeindungen
1399 wird das Dorf  Szczepańcowa Wola, dessen bisheriger Eigentümer Władysław Jagiełło war, in die Stadt eingemeindet. Das Dorf Guzikówka wird 1867 Teil der Stadt. 1924 werden die Dörfer Krościenko Niżne und Białobrzegi eingemeindet. 1958 wird Suchodół Teil der Stadt und 1966 Polanka. 1972 folgte Turaszówka.

### Einwohnerentwicklung
| Jahr          | 16. Jh. | 1995   | 2000   | 2005   |
| Einwohnerzahl | 4.000   | 49.400 | 48.890 | 48.060 |

## Städtepartnerschaften
- Edewecht, Deutschland – Erste Kontakte zwischen beiden Städten fanden Mitte der 1990er Jahre statt. Am 20. Juni 1996 wurde der offizielle Partnerschaftsvertrag unterzeichnet. Die Stadt Edewecht beriet Krosno unter anderem bei der Errichtung der Kläranlage.
- Zalaegerszeg, Ungarn – Der Vorvertrag zur Partnerschaft wurde am 22. Oktober 1999 unterzeichnet. Am 3. Mai 2000 wurde dann der endgültige Partnerschaftsvertrag unterzeichnet.
- Sárospatak, Ungarn – seit 2007
- Uschhorod, Ukraine – seit 2008
- Gualdo Tadino, Italien – seit 2009
- Uherské Hradiště, Tschechien – seit 2009
- Marl, Deutschland – seit 2015
- Øygarden, Norwegen – seit 2020 Weiterführung einer Partnerschaft der ehemaligen Gemeinde Fjell

## Kultur und Sehenswürdigkeiten
Die öffentliche Kreisbibliothek wurde 1947 eröffnet, die Stadtbibliothek folgte 1949. Beide Bibliotheken wurden 1954 vereint. Mit der Verwaltungsreform von 1975 wurde die Bibliothek dann zur Wojewodschaftsbibliothek. Mit der Auflösung der Wojewodschaft wurde die Bibliothek nun wieder zur öffentlichen Bibliothek Krosnos.

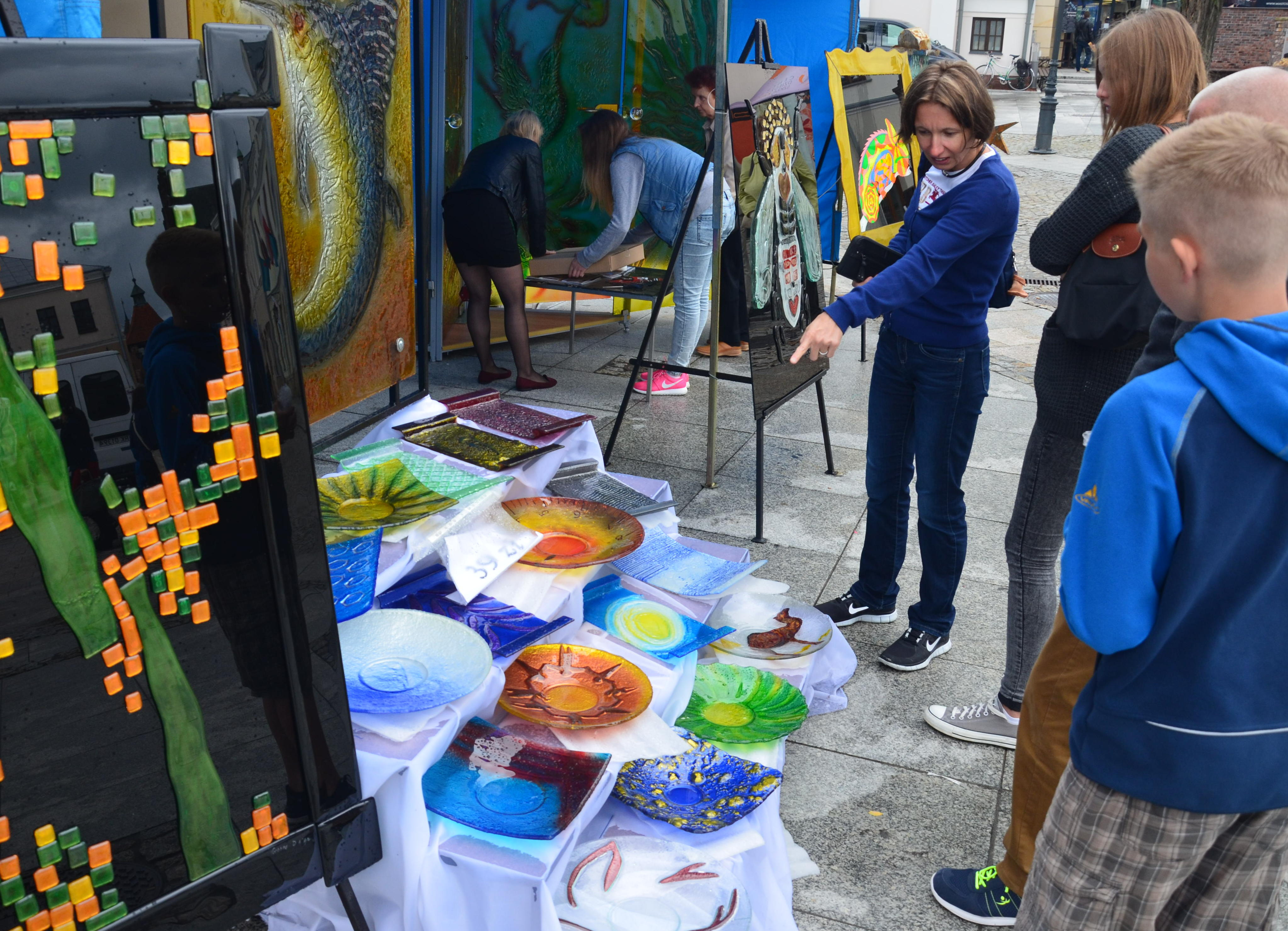
„Karpackie Klimaty“ Glas in Krosno. Die Vorkarpatische Dreistadt (Sanok-Krosno-Jasło)

### Museen
- Das Muzeum Podkarpackie (Vorkarpaten-Museum) eröffnete 1954, damals noch als Heimatmuseum.
- Das Muzeum Rzemiosła (Handwerksmuseum) wurde 1989 eröffnet.
- Das Muzeum Misyjne (Missionsmuseum), das am 14. Dezember 2002 eröffnet wurde.
- Das Muzeum Motoryzacji (Fahrzeugmuseum) besteht seit 1991.
- Das Etnocentrum vermittelt Kultur- und Handwerkstraditionen der Region
- Das Glass heritage centre vermittelt die Geschichte der Glasproduktion in Krosni

### Bauwerke
- Die Basilika Heilige Dreifaltigkeit – Die Kirche stammt aus dem 14. Jahrhundert, ihr Inneres aus dem Barock.
- Das Kapuzinerkloster
- Das Franziskanerkloster
- Das Jesuitenkolleg
- Der Marktplatz – Den Platz gab es bereits lange vor der Vergabe des Stadtrechts. Am westlichen Ende des Marktes befand sich früher das Gebäude des Vogtes und am östlichen ein Rathaus. Beide Gebäude wurden bei Ausgrabungen 1999/2000 entdeckt.
- Die Stadtmauer aus dem 14. Jahrhundert

### Naturdenkmäler
- Das Felsenreservat „Przadki“ in Czarnorzeki – eine Gruppe von Sandsteinfelsen. Nach einer Legende entstanden die Felsen durch eine Verfluchung dreier Schwestern, die sonntags gearbeitet hatten.

### Sport
In Krosno gibt es ein Fußballstadion mit Speedwaybahn. Weiterhin ein Stadion für Leichtathletik, eine ganzjährig geöffnete Schwimmhalle, ein im Sommer geöffnetes Schwimmbad, Tennisplätze. Etwa 20 Kilometer von Krosno entfernt in Czarnorzeki gibt es einen Skilift mit entsprechenden Wintersportmöglichkeiten.

### Regelmäßige Veranstaltungen
Zweimal im Jahr findet ein Treffen von Musikern in Krosno statt.
Jeweils im Herbst findet ein Theatertreffen statt.

## Wirtschaft und Infrastruktur

### Verkehr
Durch die Stadt verläuft die Landesstraße 28, in fünf Kilometern Entfernung die Europastraße 371. Krosno liegt an der Eisenbahnlinie Nr. 108 von Stróże zur ukrainischen Staatsgrenze bei Krościenko (Teil der ehemaligen Galizischen Transversalbahn). Weiterhin hat die Stadt einen Flugplatz mit einer Startbahn von 1100 m Länge. Dieser wird vorwiegend von der Flugschule und für Sportveranstaltungen genutzt.

### Ansässige Unternehmen
Es gibt etwa 5500 Unternehmen in Krosno. Die Stadt hat ein Zollamt. Die Glasproduktion in Krosno ist die bedeutendste Polens. Die Krośnieńskie Huty Szkła (heute: Krosno Glass S.A. – Glashütte Krosno) ist das größte Unternehmen mit 4300 Mitarbeitern und existiert seit 1923. Weiterhin hat die Ölindustrie eine hohe Bedeutung für die Stadt. Hier wurde bereits vor 150 Jahren Erdöl gefördert und Erdöl ist seitdem ein wichtiger Wirtschaftszweig geblieben.
Im Jahr 1994 hat die amerikanische Firma Delphi Corporation ein Montagewerk für Automobilkomponenten in Krosno eröffnet.
Auch der polnische Möbelproduzent Nowy Styl hat seinen Hauptsitz in Krosno.

## Persönlichkeiten
- Johann Gottfried Bobertag (1770–1830), deutscher evangelischer Geistlicher, Generalsuperintendent für Schlesien in Breslau (ab 1829)
- Sigismund de Bosniacki (1837–1921), Arzt, Botaniker, Geologe und Paläontologe
- Stanisław Bergman (1862–1930), Historien-, Genre- und Porträtsmaler
- Benno Schubert (1877–1957), Bürgermeister, Mitglied des Provinziallandtages der Provinz Hessen-Nassau
- Kazimierz Lagosz (1888–1961), katholischer Geistlicher, Kapitularvikar von Breslau
- Władysław Gomułka (1905–1982), Politiker, Mitglied des Sejm und Parteichef der PVAP
- Fabius Gross (1906–1950), österreichischer Meeresbiologe und Hochschullehrer
- Kazimierz Zając (1916–2012), Wirtschaftswissenschaftler, Statistiker und Hochschullehrer
- Jerzy Karol Ablewicz (1919–1990), Geistlicher, Bischof von Tarnów
- Edmund Bałuka (1933–2015), Dissident und Gewerkschafter
- Marian Filar (1942–2020), Rechtswissenschaftler und Politiker, Mitglied des Sejm
- Tad Krzanowski (* 1949), Erfinder und Spezialeffektekünstler beim Film
- Lora Szafran (* 1960), Jazz- und Popsängerin
- Wojciech Smarzowski (* 1963), Filmregisseur
- Jacek Hankiewicz (* 1965), Badmintonspieler
- Bogusław Bosak (* 1968), Politiker, Mitglied des Sejm
- Piotr Babinetz (* 1969), Politiker, Mitglied des Sejm
- Paweł Zygmunt (* 1972), Eisschnellläufer
- Joanna Brodzik (* 1973), Schauspielerin
- Aneta Pastuszka-Konieczna (* 1978), Kanurennsportlerin
- Tomasz Kuszczak (* 1982), Fußballtorhüter
- Marcin Rygiel (* 1983), Musiker
- Sławomir Peszko (* 1985), Fußballspieler
- Izabela Marcisz (* 2000), Skilangläuferin